# ホクシンハウス
ホクシンハウス株式会社（旧北信商建株式会社）は長野県長野市に本社を置く注文住宅事業、リフォーム事業を手がける建設業の会社（広義のハウスメーカー）。
1991年から導入されているオリジナルの工法「FB工法」は、基礎断熱された床下空間で暖房し、暖められた新鮮空気が壁体内を循環、室内の換気を行なうと共に、床・壁・天井を均一に暖めて、家中を快適な環境にするものである。
注文住宅「ホクシンハウス」、建物の建築費と毎月の暖房・冷房費や給湯費といった「ランニングコスト」を最初から明示する提案住宅「グリーンシードハウス」を販売。
同社の「FB工法」は「2014年度グッドデザイン賞」、「グリーンシードハウス」は「ハウス・オブ・ザ・イヤー・イン・エナジー2016」では大賞に選ばれている。
企業スローガンは「健康長寿社会を創る」。
2020年11月1日「北信商建株式会社」より「ホクシンハウス株式会社」に社名変更。

## 事業

### 商品名

#### 注文住宅
- 「ホクシンハウス」

#### 工法
- FB工法（FB-6）
- FB-basic

## 主な受賞歴

### 受賞歴
- 平成25年第8回「地域住宅計画賞」奨励賞　「岡谷市内を一望できる高台の家」地域住宅計画推進協議会[3]
- 「ハウス・オブ・ザ・イヤー・イン・エナジー2016」大賞受賞[2]
- 「ハウス・オブ・ザ・イヤー・イン・エナジー2016」優秀企業賞受賞[2]

## ホクシンハウス 展示場
- 長野住宅展示場
- 上田住宅展示場
- 佐久住宅展示場
- 松本住宅ショールーム
- 伊那住宅展示場
- 中野住宅展示場・開発研究棟